# Jüdische Gemeinde Rehweiler
Die Jüdische Gemeinde Rehweiler war eine Israelitische Kultusgemeinde auf dem Gebiet des heutigen Geiselwinder Gemeindeteils Rehweiler im unterfränkischen Landkreis Kitzingen. Die Gemeinde bestand zwischen dem 18. Jahrhundert und dem Jahr 1911. Am Ortsrand bestand ebenso ein jüdischer Friedhof.

## Geschichte
Erstmals erwähnt wurden Juden in Rehweiler in den Quellen der Grafschaft Castell im Jahr 1726. Neuerlich tauchten sie 1737 auf. Die Gemeindemitglieder wurden auf einem Friedhof im Dorfkern bestattet. 1774 war die Gemeinde auf über 60 Personen angewachsen, insgesamt lebten in Rehweiler 280 Personen. Im Jahr 1812 verlegte man auf Druck der bayerischen Regierung den Friedhof in den Wald im Westen des Ortes.
Bei der Erstellung der sogenannten Judenmatrikel durch das Königreich Bayern 1813 erhielt Rehweiler elf Matrikelstellen zugesprochen. Insgesamt durften sich also elf Familien jüdischen Glaubens im Ort niederlassen. In Rehweiler siedelten sich vor allem Händler an, allerdings lebte 1817 auch ein Opticus im Dorf. Im Jahr 1822 wohnte sich mit Simson Joseph Friedmann ein Mandel- und Zichorien-Fabrikant in Rehweiler. 
Neben dem Friedhof unterhielt die Gemeinde eine Synagoge unbekannten Alters und eine Mikwe auf der sogenannten „Judentauchwiese“. In der jüdischen Schule unterrichtete seit 1808 Falk Moses Mühlhäuser. Nachdem die Juden in der Mitte des 19. Jahrhunderts auch die bürgerlichen Rechte ihrer christlichen Nachbarn erhalten hatten, löste sich die Gemeinde durch Wegzug rasch auf. Im Jahr 1924 wurde die Synagoge verkauft und fortan als Scheune verwendet. Im Jahr 1979 wurde sie niedergerissen und durch ein Wohnhaus ersetzt.

## Gemeindeentwicklung
| Jahr | Mitglieder | Jahr | Mitglieder | Jahr | Mitglieder | Jahr | Mitglieder |
| ---- | ---------- | ---- | ---------- | ---- | ---------- | ---- | ---------- |
| 1774 | 62         | 1813 | 36         | 1830 | 60         | 1875 | 6          |